# پلنگ‌دره (رودبار)
پلنگ دره ، روستایی از توابع بخش رحمت‌آباد و بلوکات شهرستان رودبار در استان گیلان ایران است.

## جمعیت
این روستا در دهستان دشتویل قرار دارد و براساس سرشماری مرکز آمار ایران در سال ۱۳۸۵، جمعیت آن ۳۰۱ نفر (۸۱خانوار) بوده‌است.